# Codeterminação
Em governança corporativa,  'codeterminação'  (também "cogestão" ou "participação de trabalhadores") é a prática de trabalhadores de uma empresa que têm o direito de votar em representantes do conselho de administração na companhia. Também se refere ao pessoal com direitos vinculativos em conselhos de trabalho sobre questões em seu local de trabalho. A prática da representação no conselho de administração é generalizada nas democracias desenvolvidas. As primeiras leis que exigem direitos de voto dos trabalhadores incluem o Oxford University Act 1854 e o Port of London Act 1908 no Reino Unido, uma lei voluntária sobre a fabricação Empresas de 1919 em Massachusetts nos Estados Unidos e a Lei do Conselho de Supervisão de 1922 ( Aufsichtsratgesetz 1922 ) em Alemanha, que codificou o acordo coletivo de 1918. A maioria dos países com codeterminação as leis têm uma camada conselho de administração em direito societário (como Suécia, França ou Holanda), enquanto vários na Europa central ( particularmente Alemanha e Áustria) possuem placas de duas camadas. A maioria das leis se aplica a empresas acima de um determinado tamanho, desde 20 funcionários Dinamarca. Na Alemanha ela é presente quando há mais de 500 (para representação de um terço) e 2000 (com pouco menos de metade), e à França quando mais de 5.000 funcionários. A Suécia tem uma lei de codeterminação desde 1980.

## Visão geral
Nas economias com codeterminação, os trabalhadores de grandes empresas podem formar órgãos especiais, conhecidos como conselhos de empresa. Nas empresas menores, eles podem eleger representantes dos trabalhadores que atuam como intermediários no exercício dos direitos dos trabalhadores de serem informados ou consultados sobre decisões relativas ao status e aos direitos dos funcionários. Eles também elegem ou selecionam representantes dos trabalhadores nos órgãos de administração e supervisão das empresas.
Nos sistemas de codeterminação, os funcionários recebem assentos em um conselho de administração em sistemas de gerenciamento de uma camada ou em um conselho de supervisão e, algumas vezes, em um conselho de administração em sistemas de gerenciamento de duas camadas.
Nos sistemas de dois níveis, os assentos nos conselhos de supervisão geralmente são limitados a um a três membros. Em alguns sistemas, os funcionários podem selecionar um ou dois membros dos conselhos de supervisão, mas um representante dos acionistas é sempre o presidente e tem o voto decisivo. Os representantes dos funcionários nos conselhos de administração não estão presentes em todas as economias. Eles são sempre limitados a um Trabalhador-Diretor, que vota apenas em questões relativas a funcionários.
Em sistemas de uma camada com codeterminação, os funcionários geralmente têm apenas um ou dois representantes em um conselho de administração. Às vezes, eles também recebem cadeiras em certos comitês (por exemplo, o comitê de auditoria). Eles nunca têm representantes entre os diretores executivos.
O sistema típico de duas camadas com codeterminação é o sistema alemão. O sistema típico de uma camada com codeterminação é o sistema sueco.
Existem três visões principais sobre por que a codeterminação existe principalmente: reduzir o conflito entre gerência e trabalho, melhorando e sistematizando os canais de comunicação; para aumentar o poder de barganha dos trabalhadores em detrimento dos proprietários por meio de legislação; e para corrigir falhas de mercado por meio de políticas públicas. A evidência sobre "eficiência" é mista, com a codeterminação não tendo nenhum efeito ou um efeito positivo, mas geralmente pequeno no desempenho da empresa.

## Alemanha
Os primeiros planos de codeterminação começaram nas empresas e através de acordos coletivos. No final da Primeira Guerra Mundial, o Acordo Stinnes-Legien entre sindicatos e empresas concordava que o poder econômico seria compartilhado em toda a economia. Em 1920, foi aprovada uma lei do conselho de trabalho e em 1922 foi aprovada uma lei para permitir a representação nos conselhos de administração da empresa. Hitler aboliu a codeterminação, juntamente com os sindicatos livres, a partir de 1933. Após a derrota militar da ditadura fascista em Segunda Guerra Mundial, a codeterminação foi novamente restaurada a partir de 1946 por meio de acordos coletivos. Em 1951 e 1952, os acordos coletivos foram codificados em novas leis. Isso afetou primeiro as indústrias de carvão e aço da  Alemanha Ocidental, tendo um igual número de representantes de trabalhadores e acionistas. Em outras empresas grandes a representação dos trabalhadores era de apenas um terço.
A Lei de Codeterminação de 1976 ( Mitbestimmungsgesetz 1976 ) e a Lei de Constituição do Trabalho de 1972 ( Betriebsverfassungsgesetz 1972 ) são a base para a lei atual. A Lei de 1976 exige que as empresas com mais de 2.000 trabalhadores tenham pouco menos de metade da representação no conselho de supervisão, que por sua vez elege o conselho de administração. Acionistas (principalmente bancos) e trabalhadores (que podem delegar seus votos para sindicatos) elegem membros de um conselho fiscal ( Aufsichtsrat ). O presidente do conselho fiscal, com voto de qualidade, é sempre um representante dos acionistas nos termos da lei alemã. O conselho fiscal visa definir a agenda geral da empresa. O conselho supervisor então elege um conselho de administração ( Vorstand ), que é realmente responsável pelo dia-a-dia da empresa. É necessário que o conselho de administração tenha um representante dos trabalhadores ( Arbeitsdirektor ). De fato, as vozes dos acionistas ainda governam a empresa por várias razões, mas não menos importante, porque o voto do conselho de supervisão na administração sempre será a maioria dos acionistas.
A codeterminação na Alemanha opera em três níveis organizacionais:
- 1 Conselho de administração: Antes de 1976, os produtores alemães de carvão e aço que empregavam mais de 1.000 trabalhadores já mantinham um conselho de administração composto por 11 membros: cinco diretores eram da administração, cinco eram representantes dos trabalhadores, com o décimo primeiro membro sendo neutro. (Nota: os conselhos podiam ser maiores desde que a proporção de representação seja mantida.) Em 1976, o escopo da lei foi ampliado para cobrir todas as empresas que empregam mais de 2.000 trabalhadores; com algumas mudanças relacionadas à estrutura do conselho, que tem um número igual de representantes da administração e dos trabalhadores, sem membros neutros (exceto nas indústrias de mineração e aço, onde a antiga lei permaneceu em vigor). O chefe do novo conselho representaria os proprietários da empresa e tinha o direito de votar em casos de impasse. (A lei original que compreende as indústrias de carvão e aço permaneceu inalterada em vigor) [10]
- 2 Gerência: Um representante do trabalhadores faz parte da gerência na qualidade de Diretor de Recursos Humanos. Eleito pela maioria do Conselho de Administração, o representante dos trabalhadores faz parte do Conselho e goza de todos os direitos conferidos a esse cargo.
- 3 Conselhos de trabalho: O comitê de trabalhadores tem duas funções principais: elege representantes para o Conselho de Administração e atua como um órgão consultivo do sindicato em relação às condições de trabalho em nível de fábrica, seguro, assistência econômica e questões relacionadas. O comitê é eleito por todos os trabalhadores empregados em uma planta.

Graças aos anos em que uma cultura cooperativa existe, os pedidos de gerenciamento dos trabalhadores por propostas para melhorar as operações ou aumentar a produtividade, por exemplo, não são mais considerados meras formalidades legais; eles representam o reconhecimento do fato de que os trabalhadores desempenham um papel importante no sucesso da fábrica. Em conjunto, a abordagem  entre as duas partes evoluiui, com cada uma delas buscando decisões baseadas em consenso. Além disso, os representantes dos trabalhadores não mais rejeitam automaticamente todas as propostas de reforma estrutural, aumento de eficiência ou mesmo de demissões; em vez disso, cada sugestão é examinam de uma perspectiva inclusiva e de longo prazo. No centro dessa abordagem está a transparência das informações. A codeterminação é, portanto, praticada em todos os níveis, desde a fábrica local até a sede da empresa.
A codeterminação desfrutou de apoio entre os alemães em princípio. Existem muitos pedidos de emendas às leis de várias maneiras. Uma das principais realizações parece ser que os trabalhadores estão mais envolvidos e têm mais voz em seus locais de trabalho, o que gera um retorno em alta produtividade. Além disso, as relações industriais são mais harmoniosas com os baixos níveis de ação grevista, enquanto melhores salários e condições são garantidos para os funcionários.

## Reino Unido
No Reino Unido, os primeiros exemplos de codeterminação em gestão foram codificados na Lei da Universidade de Oxford de 1854 e na Lei da Universidade de Cambridge de 1856. Em empresas privadas, o Port of London Act 1908 foi introduzido pela Winston Churchill 'Board of Trade.
Em 1977, no governo de Harold Wilson  Labour, foram elaboradas propostas de codeterminação. Elas foram sintetizadas em um documento denominado  Bullock Report e envolviam uma divisão semelhante no quadro, mas cujo efeito teria sido ainda mais radical. Como a lei das empresas do Reino Unido não exige divisão nos conselhos de administração, os sindicatos elegeram diretamente a administração da empresa. No entanto, a proposta não foi avançada  e, após o inverno do descontentamento, o Partido Trabalhista perdeu a eleição inciando duas décadas de Thatcherismo. Em paralelo, a Comissão Européia também promoveu participação dos trabalhadores no projeto de lei da  Quinta Diretiva de Direito das Sociedades, que nunca foi implementada.
Embora a maioria das empresas não tenha representação dos trabalhadores, as universidades do Reino Unido o fazem desde o século XIX. Geralmente, quanto mais bem-sucedida a universidade, mais representação dos funcionários nos órgãos sociais: Cambridge, Oxford, Edimburgo, Oxford , Glasgow e outras universidades escocesas, têm direito à eleição de funcionários dos conselhos estatutários, enquanto outras universidades têm uma ampla variedade de práticas diferentes. Sob o Código de Governança Corporativa do Reino Unido 2020, as empresas listadas devem adotar ou se explicar quanto a três opções de envolvimento de trabalhadores, incluindo a presença de um diretor de trabalhadores. No entanto, as empresas ainda não garantiram aos trabalhadores o direito de votar em representantes no conselho.

## União Europeia
Na década de 1970, a Comunidade Européia (agora União Européia) redigiu a 5ª Diretiva sobre direito das sociedades, propondo uma representação em dois níveis do conselho e dos trabalhadores nos conselhos de supervisão. A lei seria semelhante à da Alemanha, mas a proposta não foi aprovada. A diretiva ainda não ganhou amplo apoio para entrar em vigor.

## Estados Unidos
Os Estados Unidos têm, em Massachusetts, a lei de codeterminação mais antiga do mundo, que está em vigor continuamente desde 1919, embora seja apenas voluntária e voltada apenas para empresas de manufatura. Vote in Governance Corporate '(2019) 42 Seattle University Law Review 697'. Um grande número de universidades também permite que os funcionários votem na estrutura de governança. Na década de 1970, várias grandes empresas, incluindo a Chrysler, designaram trabalhadores para seu conselho de administração, de acordo com o acordo coletivo com o sindicato.
Em abril de 2018, quatro senadores patrocinaram o Reward Work Act (S.2605) que alteraria a legislação federal exigir que todas as empresas listadas tenham representação de um terço da diretoria para os trabalhadores. As pesquisas mostraram apoio majoritário entre os americanos à medida. Em agosto de 2018, Elizabeth Warren patrocinou uma nova Lei do Capitalismo Responsável que exigiria que 40% do conselho de administração fosse eleito por funcionários de empresas federais com renda superior a US $ 1 bilhão.

## Nova Zelândia
The Companies Empowering Act 1924 permitiu que as empresas emitissem ações para trabalhadores e as representassem por diretores, mas era pouco usado, até seu principal promotor, Henry Valder, sendo incapaz de fazer com que o conselho de sua empresa concorde com isso. Foi consolidado na Lei das Empresas em 1933. A  Law Commission recomendou sua abolição em 1988 para falta de uso. O Companies Act 1993 não permitia ações trabalhistas.